# Merfy
Merfy je francouzská obec v departementu Marne v regionu Grand Est. Žije zde 603 obyvatel.

## Geografie

### Sousední obce
| Růžice kompasu |                   |           | Pouillon               | Růžice kompasu |
| Růžice kompasu | Chenay            | Sever     | Saint-Thierry          | Růžice kompasu |
| Růžice kompasu | Chenay            | Merfy     | Saint-Thierry          | Růžice kompasu |
| Růžice kompasu | Chenay            | Jih       | Saint-Thierry          | Růžice kompasu |
| Růžice kompasu | Châlons-sur-Vesle | Champigny | Saint-Brice-Courcelles | Růžice kompasu |